# Palača Seteais
Palača Seteais (portugalsko Palácio de Seteais) je neoklasicistična palača v Sintri na Portugalski rivieri, ki deluje kot luksuzni hotel, znan kot Tivoli Palácio de Seteais Hotel. Palača je nacionalna znamenitost in je vključena na Unescov seznam svetovne dediščine kot kulturne krajine Sintre.

## Etimologija
Jose Alfredo v Seteais fields omenja, da je to polje zelo staro in je bilo vedno sestavni del predela za palačo. Nekateri verjamejo, da njegovo ime izhaja iz tradicije vzklikanja ai na cesti, kjer se njegov odmev ponovi 7-krat. Po drugi strani pa zelo star rokopis anonimnega avtorja, ki ga hrani knjižnica v Sintri, omenja, da izvor besede Seteais izhaja iz dežele z imenom Centeais, kjer so gojili rž (portugalsko Centeio).

## Zgodovina
Palača Seteais je bila zgrajena med letoma 1783 in 1787 za nizozemskega konzula Daniela Gildemeestra na zemljiščih, ki jih je podelil markiz Pombal.
Čeprav je imel Daniel Gildemeester zemljišče v bližini posesti Quinta da Alegria, ni bilo nobene hiše za bivanje. Gildemeester je tako poleti živel v palači markiza Pombala kot najemnik. Začel je graditi svoj dvorec blizu posesti (palača Monserrate) svojega prijatelja britanskega konzula Gerarda de Vismeja, da bi zapustil palačo markiza Pombala.
Konzul se je odločil zgraditi svojo hišo na meji vzpetine, s katere je bilo mogoče občudovati prostrano pokrajino okoli hribovja Sintra. Palača je bila obdana z velikim vrtom s sadnim drevjem.
Leta 1797, nekaj let po konzulovi smrti, je njegova vdova prodala palačo Diogu José Vito de Menezes Noronha Coutinhu, 5. markizu Marialve. Palačo je med letoma 1801 in 1802 povečal verjetno neoklasicistični arhitekt José da Costa e Silva, avtor gledališča São Carlos v Lizboni. Palačo so spremenili v simetrično zgradbo v obliki črke U, pri čemer je konzulova hiša postala eno od njenih kril. Venec stavb, ki sestavljajo glavno fasado, je bil okrašen z značilnimi neoklasicističnimi motivi, kot so vaze, doprsni kipi in reliefi girland. Vrtovi palače so bili preoblikovani v skladu z romantičnimi trendi.
Staro in novo krilo je leta 1802 povezal neoklasicistični obok, zgrajen v čast princa regenta Ivana VI. in princese Carlote Joaquine, ki sta tistega leta obiskala palačo. Monumentalni lok, okrašen z bronastimi podobami kraljevega para in spominskim latinskim napisom, pripisujejo arhitektu Franciscu Lealu Garcii.
Potem ko je večkrat zamenjala lastnika, je leta 1946 palačo pridobila portugalska vlada. Palača Seteais se od leta 1954 uporablja kot luksuzni hotel, vendar so njene prvotne značilnosti ohranjene.

## Značilnosti
Z neoklasicistično arhitekturo je del skupine palač, ki jih je prenovilo meščanstvo. Izstopa vhod s trikotnimi zatrepi, loputami in dvokrakim stopniščem, ki se razvija navznoter proti sekundarni fasadi. Vidi se tudi prilagoditev palače nepravilnemu terenu, ki je podoben palači Pena.
Kot celota sta dve telesi s sestavljenim tlorisom — levi trakt s tlorisom v obliki črke U, ki se razvija okoli notranjega dvorišča, in desni trakt s pravokotnim tlorisom. Glavne fasade so simetrične, z dvema nadstropjema. Doprsni kipi na vrhu neoklasicistične plošče so pripisani Franciscu Lealu Garcii. 
Stene več notranjih prostorov palače so bile okrašene s freskami, ki jih pripisujejo francoskemu slikarju Jeanu Pillementu in njegovim privržencem. Naslikani motivi vključujejo eksotično rastlinje in mitološke like, značilne za neoklasicistični okus.